# Соблазнённый
«Соблазнённый» (англ. Lured) — фильм нуар режиссёра Дугласа Сёрка, вышедший на экраны в 1947 году.
Фильм является ремейком французской криминальной мелодрамы режиссёра Роберта Сиодмака «Западня» (1939), действие которого перенесено в Лондон. Наряду с такими фильмами, как «Министерство страха» (1944), «Подозреваемый» (1944), «Площадь похмелья» (1945) и «Поцелуями сотри кровь с моих рук» (1950), эта картина относится к числу так называемых «лондонских нуаров», действие которых происходит в Лондоне, хотя сам фильм был полностью снят в павильонах голливудской студии.

## Сюжет
Вечером в лондонском Сохо девушка с газетным объявлением в руках направляется на свидание с незнакомым мужчиной, они заходят в кафе… В Скотленд-Ярд приходит письмо с уже седьмым стихотворным посланием, и каждый раз оно появляется одновременно с исчезновением молодой привлекательной девушки. Полиция тщательно изучает письма на предмет улик — ищет отпечатки пальцев (их нет), изучает особенности бумаги, печатной машинки и печатной ленты, с помощью которых напечатано письмо, составляет психологический портрет автора, и приходит к выводу, что во всех случаях письма писал один и тот же человек, однако установить его личность не удаётся. Анализ стихотворений, посвященных теме любви и смерти, показывает, что на автора большое влияние оказало творчество французского поэта Шарля Бодлера.
Две подруги, недавно приехавшая из Америки Сандра Карпентер (Люсиль Болл) и Люси Барнард (Тэнис Чендлер), работают в танцевальном клубе профессиональными партнёршами на танцах. После работы Люси идёт на встречу с неизвестным мужчиной по частному объявлению в газете, а Сандра собирается на пробы в качестве танцовщицы в новую эстрадную программу. Она звонит продюсеру программы, светскому красавцу Роберту Флемингу (Джордж Сэндерс) и договаривается о времени просмотра. На следующий день, после сообщения в газетах об исчезновении танцовщицы, Сандра приходит в Скотленд-Ярд для дачи показаний. Она довольно точно описывает свою подругу, указывая, что у неё был характерный браслет со слониками. Это подсказывает инспектору Скотленд-Ярда Харли Темплу (Чарльз Кобёрн) мысль, что в стихотворениях каждый указывается на какую-либо заметную деталь у пропавшей девушки (в последнем стихотворении упоминался слоник). Обратив внимание на наблюдательность и актёрские способности Сандры, Темпл предлагает ей официально помочь полиции, и выдаёт ей удостоверение и пистолет. Темпл ставит перед Сандрой задачу выступить в роли приманки для злодея — откликаться на все газетные объявления о знакомствах, и ходить на свидания под незаметным контролем полиции. После нескольких неудачных встреч Сандра, наконец, встречается с художником Чарльзом ван Дрютеном (Борис Карлофф), который приводит её к себе домой, просит надеть шикарное платье и выйти на сцену. Когда начинает играть музыка и открывается занавес, Сандра видит перед собой совершенно пустой зал, в котором ван Дрютен играет роль ведущего шоу мод для коронованных особ. Когда пластинку заедает, у ван Дрютена начинается истерический приступ, и он в ярости набрасывается на Сандру. В этот момент в дом врывается мужчина, который нейтрализует ван Дрютена. Этим мужчиной оказывается офицер полиции Барретт (Джордж Зукко), призванный оберегать Сандру от возможных нападений. Становится понятно, что ван Дрютен — просто сумасшедший художник, и не имеет отношения к расследуемым убийствам. После того, как Сандра не приходит на пробы, Флеминг просит найти её, а сам направляется в джентльменский клуб. Управляющий этим клубом Лайл Максвелл (Алан Моубрэй) пишет в газету объявление с приглашением молодых красивых девушек на интересную работу. На следующий день по этому объявлению приходит Сандра, и Максвелл сразу же нанимает её с неопределёнными обязанностями и постоянным проживанием. Через некоторое время Сандра выясняет, что три девушки, в последнее время нанятые Максвеллом, бесследно исчезли. Сандра получает приглашение на концерт от анонимного Любителя музыки. На концерте присутствуют также Флеминг со своим партнёром и ближайшим другом Джулианом Уайлдом (Седрик Хардвик). Обратив внимание на сидящую в зале Сандру, Флеминг в перерыве подходит к ней познакомиться. Сандра понимает, что он продюсер шоу, куда она не пришла на пробы, а Флеминг понимает, что она та самая танцовщица, с которой он говорил по телефону. После концерта ожидающий около театра водитель привозит Сандру на шикарную вечеринку в дом Флеминга. На вечеринке Сандра и Флеминг весело проводят время, но в определённый момент Сандра уходит, не попрощавшись, но оставив благодарственную записку. Максвелл в служебном помещении клуба знакомит Сандру с богатым южноамериканским бизнесменом Мориани (Джозеф Каллейя), который, по словам Максвелла, может взять её в увлекательное путешествие по Южной Америке. Во время встречи у Мориани возникают подозрения в отношении Сандры, так как она слишком умна и любознательна для девушек её плана. Максвелл сначала отсылает Сандру обслужить членов клуба (где она вновь встречает Флеминга), а затем на улицу выгулять собачку. На улице Сандру выслеживает Мориани, начиная жестко допрашивать, кто она такая и на кого работает. На помощь Сандре приходит вышедший из клуба Флеминг, между Флемингом и Мориани начинается драка. Когда Мориани достаёт нож, Флеминг наносит ему несколько сильных ударов, в результате чего тот теряет сознание. Мориани забирает подоспевшая полиция, а Флеминг и Сандра целуются. Полиция выясняет, что Мориани является известным международным преступником, а Максвелл — его помощником. Под благовидным предлогом они заманивают молодых красивых девушек в южноамериканский круиз, а там превращают их в «белых рабынь» — Мориани держал их в неволе и заставлял работать на себя, а иногда продавал в рабство другим хозяевам. Полицейские детективы уже готовы закрыть дело, однако инспектор Темпл убеждён, что Мориани к серийным убийствам девушек отношения не имеет. Мориани — это расчётливый профессиональный преступник, работающий ради денег, а в их случае речь идёт о маньяке с серьёзными психическими проблемами. Флеминг делает Сандре предложение, и они объявляют о дате вечеринки в честь своей помолвки. Сандра приглашает на помолвку инспектора Темпла. Готовясь к вечеринке, Сандра покупает себе великолепное платье, украшенное мерцающими звёздами. Вместе с Флемингом она привозит покупки к нему в дом, где он знакомит её с Джулианом. Они поднимаются в кабинет Флеминга, где Джулиан случайно замечает в оставленной ей муфте полицейское удостоверение. Вскоре Сандра находит в рабочем столе Флеминга фотографии девушек, некоторые из которых были жертвами маньяка, также она находит принадлежавший Люси браслет со слониками. Тем временем, в Скотленд-ярд приходит очередное письмо со стихотворением, в котором упоминается платье с мерцающими звёздами.
Сандра и пришедший на вечеринку Темпл просят Флеминга объяснить, кто изображён на найденных у него фотографиях, и чьи вещи хранятся у него в столе. Флеминг отвечает, что не знает девушек на фото, говоря, что у него сотни фотографий молодых девушек, которые хотят устроиться на работу в его шоу, и что он первый раз видит предъявленные ему вещи, после чего Темпл просит проехать его в Скотленд-Ярд. Вскоре в доме Флеминга находят и печатную машинку, на которой напечатаны письма, кроме того, на последнем письме имеются отпечатки его пальцев. Скотленд-Ярд приходит к заключению, что преступником является Флеминг, в поисках тел убитых девушек они перекапывают участок вокруг его дома, однако ничего не находят. Тем временем, полиция вылавливает из реки тело девушки, которая перед этим была задушена. Сандра узнаёт в ней Люси, и на руке у неё отсутствует браслет со слониками, который она никогда не снимала. Поскольку Флеминг не может точно сообщить, что он делал во все те вечера, когда пропадали девушки, Темпл приглашает Джулиана и спрашивает у него, не может ли тот подтвердить алиби Флеминга. Однако тот не может ничего подтвердить, так как в каждый из этих дней он без Флеминга ходил на концерты классической музыки. Темпл говорит, что если преступником является не Флеминг, то это точно кто-то из тех, кто вхож в его дом, поскольку больше никто не сможет так подстроить улики. Сандра пытается навестить Флеминга в тюрьме, однако он отказывается её видеть. Джулиану он говорит, что его кто-то подставил. Джулиан утешает его, говоря, что все улики — косвенные, и с помощью хорошего адвоката, которого он нанял, у Флеминга есть все шансы на успешное завершение дела. Темпл приходит в дом Флеминга для разговора с Джулианом. Он говорит, что уверен в том, что Флеминг не является преступником. Флеминг оптимист, светский и общительный человек, пользуется успехом у женщин, не интересуется ни классической музыкой, ни поэзией, то есть является полной противоположностью психологическому типу разыскиваемого ими преступника. Темпл просит Джулиана передать ему томик Бодлера, открывает его, читает несколько строк, после чего говорит, что они оба знают, кто является убийцей. Темпл уже собирается дожать Джулиана, однако в это время раздаётся звонок из Скотленд-Ярда, и ему сообщают, что Флеминг только что сознался в преступлениях. Темпл извиняется и уходит. Джулиан сразу же заказывает по телефону билеты на ближайший авиарейс в Лиссабон, быстро собирает вещи и собирается уехать. Пока Джулиан ожидает такси, в дом входит Сандра. Она просит Джулиана задержаться, утверждая, что ей нужно с ним поговорить. Сандра ложится на диван, и начинает разговорами соблазнять влюблённого в неё Джулиана, заставляя того нервничать. В конце концов, Джулиан не выдерживает, и бросается на неё, пытаясь задушить. В этот момент в гостиную врываются копы, и ловят Джулиана с поличным. Сандра подходит к Флемингу в баре его клуба, он прощает её, и они по-прежнему любят друг друга.

## В ролях
- Джордж Сэндерс — Роберт Флеминг
- Люсиль Болл — Сандра Карпентер
- Чарльз Кобёрн — инспектор Харли Темпл
- Борис Карлофф — Чарльз ван Друтен
- Сэр Седрик Хардвик — Джулиан Уайлд
- Джозеф Каллейя — доктор Николас Мориани
- Алан Моубрэй — Лайл Максвелл
- Джордж Зукко — офицер Х. Р. Беннетт
- Алан Напье — инспектор Гордон
- Роберт Кут — детектив

## Создатели фильма и исполнители главных ролей
Режиссёр Дуглас Сёрк вошёл в историю кино, прежде всего, благодаря многочисленным гламурным текниколоровым мелодрамам 1950-х годов, таким как «Всё, что дозволено небесами» (1955), «Слова, написанные на ветру» (1956), «Всегда есть завтрашний день» (1956) и «Имитация жизни» (1959). Среди немногих фильмов нуар Сёрка — «Спи, моя любовь» (1948) и «Хладнокровный» (1949). Автор сценария Лео Ростен работал также над такими фильмами нуар, как «Тёмный угол» (1946) с Люсиль Болл, «Спи, моя любовь» (1948) Сёрка, «Бархатное касание» (1948) и «Где живёт опасность» (1950).
Фильм отличает звёздный актёрский состав, включающий, как минимум, семеро известных актёров из Британии — Джордж Сэндерс, Борис Карлофф, сэр Седрик Хардвик, Алан Моубрэй и Джордж Зукко, Роберт Кут и Алан Напьер. Свои наиболее заметные роли Джордж Сэндерс сыграл в фильмах «Ребекка» (1940) Альфреда Хичкока, «Портрет Дориана Грэя» (1945) и «Всё о Еве» (1950, Оскар за лучшую роль второго плана). Наиболее заметные роли в жанре нуар Сэндерс сыграл в фильмах «Жилец» (1944), «Площадь похмелья» (1945), «Странное дело дяди Гарри» (1945) и «Пока город спит» (1956). Сэндерс сыграл ещё как минимум в двух фильмах Сёрка — в мелодраме «Летняя буря» (1944) по мотивам повести А.П. Чехова и в исторической приключенческой мелодраме «Скандал в Париже» (1946).
Звезда американской комедии Люсиль Болл более всего знаменита по ситкому «Я люблю Люси» (1951-57) и многочисленным сиквелам этого телесериала, которые шли на телеэкране вплоть до 1968 года и принесли ей три номинации на Золотой глобус, а также восемь номинаций и четыре премии Эмми. Её самой заметной работой в жанре нуар стал фильм «Тёмный угол» (1946), где она сыграла похожую роль остроумной и предприимчивой секретарши частного детектива. Борис Карлофф является одной из самых крупных звёзд жанра хоррор, его наиболее заметными работами в кино стали фильмы ужасов «Франкенштейн» (1931), «Мумия» (1932), «Чёрный кот» (1934), «Невеста Франкенштейна» (1935), «Ворон» (1935), «Похититель тел» (1945) и многие другие. Характерный актёр Чарльз Кобёрн более всего известен ролями в комедиях и мелодрамах 1940-х годов. Коберн получил Оскар за роль второго плана в романтической комедии «В тесноте, да не в обиде» (1943), и ещё два раза он был номинирован на Оскары за роли второго плана: в романтической комедии «Дьявол и мисс Джонс» (1941) и в драме «Зелёные годы» (1946). Наиболее заметные роли в жанре нуар Кобёрн сыграл в фильмах «Удар» (1949) и «Долгое ожидание» (1954).

## Реакция критики
Журнал «Time Out» написал о фильме следующее:
«Ремейк „Западни“ (1939) Роберта Сиодмака, действие которого перенесено в Лондон, с Люсиль Болл в качестве танцовщицы на прокат, которую нанимает полиция, чтобы помочь поймать серийного убийцу, жертвами которого становятся девушки, откликнувшиеся на его частные газетные объявления с предложением о встрече. Окружающая среда в фильме носит странно-неопределённый характер (современный Лондон гуляет в диапазоне от эдвардианской готики до роскоши трансатлантического арт-деко), а сценарий — по большей части, подобострастная копия с оригинала, со всеми своими недостатками — не помогает и дурацкий способ „вдохновения“ для киллера (без сомнения, с намерением добавить немного французского декаданса) с помощью поэзии Бодлера. Удачны более лёгкие сцены, в которых героиня Болл превращается в сыщицу-любительницу наподобие Нэнси Дрю, а неоднозначный, обходительный Сэндерс (значительный прогресс по сравнению с игрой Шевалье в старом фильме), значительно более убедителен и как предмет романтического интереса, и как главный подозреваемый. Однако более мрачные стороны в картине, к сожалению, проигнорированы. Великолепное отображение Сиодмаком медленного, несчастного саморазоблачения убийцы занимает здесь слишком незначительное место; а чудесно зловещий и одновременно трогательный эпизод с сумасшедшим кутюрье в исполнении фон Штрохейма (здесь его играет Карлофф) доведён до грубого стереотипа».
Деннис Шварц в 2007 году написал:
«Прежде чем плотно связать себя с жанром мелодрамы, Дуглас Сёрк („Безумец Гитлера“, „Всё, чего я желаю“, „Слова, написанные на ветру“) сделал этот достойный триллер об охоте на серийного убийцу. Это ремейк „Западни“ Сиодмака, но место действия изменено на Лондон. А в главной роли сияет Люсиль Болл, вскоре она полностью ушла в комедию, в частности, в свой очень популярный легковесный ситком „Я люблю Люси“… Фильм полон недостатков, он так и не погружается в мрачную и зловещую атмосферу (съёмки велись в голливудской студии). Зато ему удаётся поддерживать лишённую напряжённости, беззаботную тональность благодаря постоянным лёгким, полным юмора разговорам, а Болл превращается в Нэнси Дрю, действуя в паре со своим комичным партнёром-детективом Зукко (обычно он играет злодеев, но здесь очень забавен). Этот фильм не тянет на захватывающий фильм нуар, но он доставляет наслаждение и легко смотрится, несмотря на то, что всё выглядит надуманным и ограниченным».
Кинокритик Крейг Батлер написал на сайте Allmovie:
«„Соблазнённый“ — это лёгкий, но очень увлекательный детективный триллер, в основу которого положен французский фильм „Западня“. Действительно, сюжет немного надуман и излишне запутан, но … сюжетные повороты и обилие отвлекающих ходов понравятся поклонникам жанра. Режиссёр Дуглас Сёрк обращает характерное для себя внимание на визуальную сторону и придаёт фильму уникальный вид, при котором лежащий в основе фильм нуар обретает глянцевый блеск. Он также собрал равномерно сильный состав актёров. Люсиль Болл идеально попадает в цель повсюду, давая отличную игру, на которой держится фильм. Болл получает возможность продемонстрировать свои драматические таланты, и делает это настолько хорошо, насколько это может быть достижимо в рамках жанра. Джордж Сэндерс привносит привлекательную лёгкость в свою роль, убедительно изображая предмет любви, демонстрируя лишь совсем небольшой налёт характерной для себя мизантропии. Постоянный герой хорроров, Борис Карлофф, обращает особое внимание, создавая довольно убедительный образ человека, потерявшего рассудок. „Соблазнённый“, возможно, не относится к великому искусству, но это приятный способ провести дождливый вечер».

## Ссылка
- Соблазнённый на сайте IMDB
- Соблазнённый на сайте Allmovie
- Соблазнённый на сайте Rotten Tomatoes
- Соблазнённый на сайте Turner Classic Movies
- Соблазнённый фильм на сайте YouTube